# 棉毛鸦葱
棉毛鸦葱（学名：Scorzonera capito）是菊科鸦葱属的植物。分布于蒙古以及中国大陆的内蒙古、宁夏等地，生长于海拔1,100米至1,500米的地区，常生于荒漠砾石地、沙质地及山前平原。